# Cendrillon au Far West
Pour plus de détails, voir Fiche technique et Distribution.
Cendrillon au Far West est un film d'animation franco-belge de Pascal Hérold sorti le 25 juillet 2012. Le film met en scène des personnages anthropomorphes.

## Synopsis
Dans l'Ouest américain, Cendrillon doit faire face aux brimades que lui infligent sa belle-mère et ses demi-sœurs. Un jour, un prince russe débarque dans la ville où vit cette famille recomposée. Ceci changera profondément la vie de Cendrillon.

## Fiche technique
- Titre original et français : Cendrillon au Far West
- Réalisation : Pascal Hérold
- Scénario : Alexandre Apergis, Jérôme Apergis, Frédéric Le Bolloc'h, Pascal Hérold
- Direction artistique : Stéphane Daegelen
- Costumes : Frédérique Vilacèque
- Montage : Bertrand Maillard
- Musique : ZARAGRAF
- Production : Sylvain Goldberg, Catherine Macresy-Estevan, Serge de Poucques
- Sociétés de production : Delacave Studios, Nexus Factory et uFilm
- Sociétés de distribution : BAC Films
- Budget : 11 000 000 euros[1]
- Pays d'origine :  France  Belgique
- Langue originale : français
- Format : couleur - 1.85 : 1
- Genre : animation, western
- Durée : 81 minutes
- Date de sortie : 25 juillet 2012
- Date de sortie DVD : 8 janvier 2013
- Box-office : 22.031 entrées. Il est le film français le moins rentable de 2012[1]. Son coût moyen par spectateur en salle s'élève à 491.58 euros.

## Distribution
- Alexandra Lamy : Cendrillon, une cervidé
- Antoine de Caunes : Prince Vladimir, un basset hound
- Yolande Moreau : Felicity, la belle-mère de Cendrillon
- Michel Boujenah : Petite Fumée, le père de Cendrillon
- Isabelle Nanty : La Grande Duchesse, une dinde
- Philippe Peythieu : Barbazul, une gorille
- Véronique Augereau : Harmony vigie foireux, la demi-sœur de Cendrillon
- Audrey Lamy : Melody, la demi-sœur de Cendrillon
- Hervé Lassïnce : Dark Lopez, un porc-épic chaman